# Bachir Abdelouahab
 (juin 2025).
Bachir Abdelouahab, né le 2 décembre 1897 à Miliana et mort le 1er juillet 1978 à Alger, est un homme politique français.

## Mandats
- Député d'Alger (1945-1946)[1].